# Lytagra
AB Lytagra ist eine litauische Unternehmensgruppe. Gründer ist Adomas Balsys.

## Geschichte
Das Unternehmen wurde 1945 gegründet und  1992 privatisiert. 2011 begann man die Tätigkeit in Lettland und beschäftigte 740 Mitarbeiter.
2010 erzielte „Lytagra“ einen Umsatz von 446,3 Mio. Litas und später 175,22 Mio. Euro (2012).   2013 erreichte die Gruppe die Einnahmen von 625,7 Mio. Lt (181,2 Mio. Euro).
Der Sitz ist in Kaunas.

## Struktur
"Lytagra"-Gruppe besitzt 29 Tochtergesellschaften, Niederlassungen (Filiale) und Supermärkte. Das ist Handels- und Service-Komplexe in Šiauliai, Handelszentren in Kaunas, Alytus, Klaipėda, Marijampolė, ŽŪB „Lytagra“ in Bernatoniai bei Raudondvaris (Rajongemeinde Kaunas). Sie liefern landwirtschaftliche Technik, Ausrüstung und Maschinen, Ersatzteile, Metall, Reifen, Elektrogeräte und Werkzeuge und eine Vielzahl von Gebrauchsgütern.
Adomas Balsys hat 47,78 %,  Dalia Balsienė 22,78 % und andere Personen 29,44 % Aktien von „Lytagra“.